# Gardiner Peak Lookout
Le Gardiner Peak Lookout est une tour de guet du comté d'Idaho, dans l'Idaho, aux États-Unis. Situé au sommet du pic Gardiner, dans la Bitterroot Range, il est protégé au sein de la forêt nationale de Bitterroot. Il est par ailleurs inscrit au Registre national des lieux historiques depuis le 6 avril 2018.